# Лавки И. А. Алферова и контора завода Э. Э. Новицкого
Лавки И. А. Алферова и контора завода Э. Э. Новицкого — памятник архитектуры. Расположен в Центральном районе Санкт-Петербурга, современный адрес дома — Садовая улица 21а (23/6) / Банковский переулок.
К началу XX века на участке стояли двухэтажные классицистические корпуса с аркадами, местами надстроенные в высоту, как с повторением аркад на уровне 2-3 этажей, так и без этого элемента. И. А. Алферов заказал А. П. Шильцову весной 1902 года проект надстройки третьего этажа и мансарды, но предложенный эклектичный вариант с рустовкой не был принят владельцем, решившим вместо перестройки возвести новое здание. Проект новой постройки предоставил В. В. Шауб, он был согласован Городской управой 3 июня 1903 года. При постройке были внесены изменения, постфактум одобренные в декабре 1904 года. Предположительно, в проектировании и постройке участвовал также К. Э. Маккензен.
Здание четырёхэтажное, со срезанным углом и башенкой над ним, со стеклянными эркерами на уровне 2-3 этажей и лопатками на всю высоту. Первый этаж также оформлен витринными окнами-арками, простенки-пилоны которых оформлены каменными рустами с масками на капителях. Верхний этаж сплошь украшен светлыми лепными деталями на фоне тёмной штукатурки — два овальных окна с веерными переплётами обрамлены лавром, над ними также сделан растительный орнамент с женскими масками, рассчитанными на восприятие снизу. Брандмауэр здания изначально был рассчитан на размещение рекламы, как и ограждение крыши.
Облицовку для здания сделало Финляндское акционерное общество разработки горшечного камня в г. Вильманстранде.
В 1917 году в здании собирался «городской клуб» анархистов. 4 июля 1917 года юнкера и офицеры-монархисты, засевшие в башне, расстреляли из пулемётов колонну демонстрантов.
К концу XX века форма эркеров и их переплётов была упрощена, фасад был однотонно окрашен. Примерно в 2011 году изначальная задумка была возвращена при ремонте, выполненном фирмой «Горюнов и Горюнов».